# كأس النرويج 2013
كأس النرويج 2013 (بالنرويجية: Norgesmesterskapet i fotball for menn 2013)‏ هو الموسم 108 من  كأس النرويج. أقيم خلال الفترة 5 مارس 2013 وحتى 24 نوفمبر 2013، وأشرف على تنظيمه اتحاد النرويج لكرة القدم، وفاز فيه نادي مولده.